# 국민전선 (영국)
국민전선(영어: National Front, 약칭 UK 또는 NF)은 1967년 2월 7일에 설립된 영국의 극우 정당이다. 사형제 강화, 범법자 처벌 및 형량강화, 백인 이외의 이민자들은 모두 자기 나라로 돌아가라는 구호를 내세워 파시즘, 인종주의, 백인민족주의, 반유대주의 등의 문제로 논란이 되기도 했다. 그 해 브리튼 국민당 (1960년) 등을 흡수하였다. 한 때 이민자 및 그 후손들의 강제 본국 송환 프로젝트 등을 기획하여 논란을 야기하기도 했다.
보수 정당의 연이은 총선거와 지방선거 참패에 위기 의식을 느낀 일부 영국의 보수주의 운동가들과 브리튼 국민당 (1960년), 그 밖에 영국 충성 연맹 등은 1966년 10월부터 모임을 갖고 협의, 통합을 결의하고 1967년 2월 7일 국민전선을 창립하였다. 이민자 송환 정책, 유엔 정책에 비판적인 태도, 북대서양 조약기구 반대 운동 등을 주도했다. 초창기에는 군소 정당 내지는 살인적인 단체라는 오명을 들었지만, 1976년 당시에는 14,000명의 당원을 모집하였고 총선거에서 지방 선거 투표의 약 20%를 확보하였다. 한때 노선이 선명하지 못하다는 이유로 존 히친스 틴달 같은 이들은 따로 분리독립하여 브리튼 국민당을 세우기도 했다. 2010년의 총선거에서는 참패하여 1석도 얻지 못하였다.
1974년 이후 국민 전선은 백인이 아닌 이민자의 강제 송환을 공개 선언하였다.

## 같이 보기
- 브리튼 국민당
- 국민당 (아일랜드)
- 자유민주당 (영국)
- 보수당 (영국)